# Mistrzostwa Australii i Oceanii w podnoszeniu ciężarów
Mistrzostwa Oceanii w podnoszeniu ciężarów po raz pierwszy odbyły się w australijskim w Melbourne w roku 1980 (startowali wyłącznie mężczyźni) i odbywały się regularnie co roku. Turniej kobiet rozgrywany jest od 1993 roku.

## Mistrzostwa Oceanii
| Lp.    | Rok  | Miejsce               | Turniej mężczyzn | Turniej kobiet |
| I      | 1980 | Melbourne             | Harold Flechsig - 52 kg Phillip Chappel - 56 kg Andrew Forrest - 60 kg Adrian Kebbe - 67,5 kg Bill Stellios - 75 kg John Callaghan - 82,5 kg Gino Fratangelo - 90 kg Ian Laurie - 100 kg Bob Edmond - 110 kg Dean Lukin - +110 kg        | rozegrano tylko konkurencje męskie |
| II     | 1981 | Brisbane              | Lorenzo Orsini - 56 kg Kevin Judson - 60 kg Cameron Menhennik - 67,5 kg Phillip Sue - 75 kg Kevin Webby - 82,5 kg Mick Sabljak - 90 kg Gino Fratangelo - 100 kg Don Mitchell - 110 kg Bob Edmond - +110 kg                               | rozegrano tylko konkurencje męskie |
| III    | 1982 | Apia                  | Pedro Sanchez - 52 kg Andre Massin - 56 kg Kelvin Harper - 60 kg Adrian Kebbe - 67,5 kg Phillip Sue - 75 kg Allister Nalder - 82,5 kg Stan Hambesis - 90 kg Ian Laurie - 100 kg Tony Hills - 110 kg Nigel Martin - +110 kg               | rozegrano tylko konkurencje męskie |
|        | 1983 | turniej nie odbył się | turniej nie odbył się | turniej nie odbył się |
| IV     | 1984 | Papeete               | Pedro Sanchez - 52 kg Clayton Chelley - 56 kg Nick Voukolatis - 60 kg Danny Mudd - 67,5 kg Bill Stellios - 75 kg Allister Nalder - 82,5 kg Chris Ford - 90 kg Kevin Blake - 100 kg Martin Leach - 110 kg Tony Hills - +110 kg            | rozegrano tylko konkurencje męskie |
| V      | 1985 | Auckland              | Greg Hayman - 52 kg Andre Massin - 56 kg David Lowenstein - 60 kg L. Keene - 67,5 kg Ron Laycock - 75 kg Mike Bernard - 82,5 kg Allister Nalder - 90 kg Kevin Blake - 100 kg Patrick Mihuraa - 110 kg Charles Garzarella - +110 kg       | rozegrano tylko konkurencje męskie |
| VI     | 1986 | Numea                 | Jean Paul Soemam - 52 kg Nick Voukelatos - 56 kg Andre Massin - 60 kg Paulo Lape - 67,5 kg Julian Jones - 75 kg Sean McClunie - 82,5 kg Garry Parisi - 90 kg Chris Duthie - 100 kg Mulikena - 110 kg Tuihoua - +110 kg                   | rozegrano tylko konkurencje męskie |
| VII    | 1987 | Canberra              | Greg Hayman - 52 kg Andre Massin - 56 kg David Lowenstein - 60 kg Mark Blair - 67,5 kg Ron Laycock - 75 kg Phillip Christou - 82,5 kg Harvey Goodman - 90 kg Kevin Blake - 100 kg Gino Fratangelo - 110 kg Charles Garzarella - +110 kg  | rozegrano tylko konkurencje męskie |
| VIII   | 1988 | Papeete               | Jean-Paul Soemam - 52 kg Marcus Stephen - 56 kg Francois Manea - 60 kg Damian Brown - 67,5 kg L.Keene - 75 kg Phillip Christou - 82,5 kg Harvey Goodman - 90 kg Chris Duthie - 100 kg Patrick Mihuraa - 110 kg Nick Cimino - +110 kg     | rozegrano tylko konkurencje męskie |
| IX     | 1989 | Auckland              | Chris Burden - 52 kg Nick Voukelatos - 56 kg Shane Judson - 60 kg Tommy McIntyre - 67,5 kg David Doherty - 75 kg Allister Nalder - 82,5 kg Kevin Blake - 90 kg Chris Duthie - 100 kg Peter Duggan - 110 kg F.Iopu - +110 kg              | rozegrano tylko konkurencje męskie |
| X      | 1990 | Melbourne             | Mehmet Yagci - 52 kg Johnny Nguyen - 56 kg Marcus Stephen - 60 kg Russell Holloway - 67,5 kg Ron Laycock - 75 kg Phillip Christou - 82,5 kg Harvey Goodman - 90 kg Chris Duthie - 100 kg Peter Bandjak - 110 kg Steven Kettner - +110 kg | rozegrano tylko konkurencje męskie |
|        | 1991 | turniej nie odbył się | turniej nie odbył się | turniej nie odbył się |
| XI     | 1992 | Auckland              | Chris Burden - 52 kg Johnny Nguyen - 56 kg Marcus Stephen - 60 kg Ben Ruck - 67,5 kg Ron Laycock - 75 kg Damian Brown - 82,5 kg Harvey Goodman - 90 kg Gavin Taylor - 100 kg Jason Roberts - 110 kg Steven Kettner - +110 kg             | rozegrano tylko konkurencje męskie |
| XII    | 1993 | Nauru                 | Mehmet Yagci - 54 kg Chris Burden - 59 kg Marcus Stephen - 64 kg Russell Holloway - 70 kg Jade Leslie - 76 kg Phillip Christou - 83 kg Harvey Goodman - 91 kg Lee Attrill - 99 kg Peter Bandjak - 108 kg Steven Kettner - +108 kg        | Lani Engelhardt - 46 kg Amanda Inman - 50 kg Alison Rogers - 54 kg Dianne Loy - 59 kg Ellen Stanton - 64 kg Marylin Lammas - 70 kg Sally Penson - 76 kg Robyn Weckert - 83 kg Alison Tuddenham - +83 kg    |
| XIII   | 1994 | Guam                  | Manolito Molinos - 54 kg Sevdalin Marinov - 59 kg Marcus Stephen - 64 kg Peter Kilapa - 70 kg Jade Leslie - 76 kg Kiril Kounev - 83 kg Harvey Goodman - 91 kg Nicu Vlad - 99 kg Andrew Saxton - 108 kg Steven Kettner - +108 kg          | Lani Engelhardt - 46 kg Nicole Sard - 50 kg Dianne Loy - 54 kg Meagan Warthold - 59 kg Michelle Randall - 64 kg Vonda Hall - 70 kg Robyn Weckert - 76 kg Alison Tuddenham - 83 kg Silvia Tmodrang - +83 kg |
|        | 1995 | turniej nie odbył się | turniej nie odbył się | turniej nie odbył się |
| XIV    | 1996 | Apia                  | Chris Burden - 54 kg Danny Ari - 59 kg Marcus Stephen - 64 kg Craig Blythman - 70 kg Ofisa Ofisa - 76 kg Robert Campbell - 83 kg Eric Brown - 91 kg Lee Attrill - 99 kg Peter Bandjak - 108 kg Darren Liddel - +108 kg                   | Lani Engelhardt - 46 kg Nicole Sard - 50 kg Della Shaw - 54 kg Nita Uera - 59 kg Micharda Tannang - 64 kg Michelle Randall - 70 kg T. Toala - 76 kg Sheeva Peo - 83 kg Debra Keelan - +83 kg               |
| XV     | 1997 | Wellington            | Mehmet Yagci - 54 kg Yurik Sarkisian - 59 kg Marcus Stephen - 64 kg Duncan Van Rooyen - 70 kg Craig Blythman - 76 kg Stephen Haldun - 83 kg Phillip Christou - 91 kg Harvey Goodman - 99 kg Luake Amete - 108 kg Darren Liddel - +108 kg | Jan Degia - 46 kg Amanda Inman - 50 kg Tyoni Batsiua - 54 kg Nita Uera - 59 kg Michelle Randall - 64 kg Amanda Phillips - 70 kg S. Williams - 76 kg Caroline Pileggi - 83 kg Olivia Baker - +83 kg         |
| XVI    | 1998 | Nauru                 | Johnny Nguyen - 56 kg Marcus Stephen - 62 kg Duncan Van Rooyen - 69 kg Ofisa Ofisa - 77 kg Phillip Christou - 85 kg Kiril Kounev - 94 kg Nigel Avery - 105 kg Darren Liddel - +105 kg                                                    | Jan Degia - 46 kg Amanda Inman - 50 kg Tyoni Batsiua - 54 kg Nita Uera - 59 kg Michelle Randall - 64 kg Amanda Phillips - 70 kg Saree Williams - 76 kg Caroline Pileggi - 83 kg Olivia Baker - +83 kg      |
| XVII   | 1999 | Melbourne             | Chris Burden - 56 kg Marcus Stephen - 62 kg Yurik Sarkisian - 69 kg Quincy Detenamo - 77 kg Robert Camberwill - 85 kg Kiril Kounev - 94 kg Matthew Curtain - 105 kg Alesana Sione - +105 kg                                              | Ebonette Deigaeruk - 48 kg Amanda Inman - 53 kg Melissa Fejeran - 58 kg Jay Saxton - 63 kg Michelle Randall - 69 kg Caroline Pileggi - 75 kg Sheeva Peo - +75 kg                                           |
| XVIII  | 2000 | Nauru                 | Chris Burden - 56 kg Marcus Stephen - 62 kg Joe Vueti - 69 kg Damian Brown - 77 kg Ofisa Ofisa - 85 kg Rodin Thoma - 94 kg Luake Amete - 105 kg Nigel Avery - +105 kg                                                                    | Ebonette Deigaeruk - 48 kg K. Hansen - 53 kg Tyoni Batsiua - 58 kg Natasha Barker - 63 kg Michelle Randall - 69 kg Kristy Moore - 75 kg Olivia Baker - +75 kg                                              |
| XIX    | 2001 | Auckland              | Chris Burden - 56 kg Gad Teabuge - 62 kg Yukio Peter - 69 kg Renos Doweiya - 77 kg Niusila Opeloge - 85 kg Marea Teoiaki - 94 kg Luake Amete - 105 kg Ngalu Tevita - +105 kg                                                             | Nadeene Latif - 48 kg Jennifer Jury - 53 kg Natasha Barker - 58 kg Sheba Deireragea - 63 kg Thelma Raidenen - 69 kg Deborah Lovely - 75 kg Soffee Keisha-Dean - +75 kg                                     |
| XX     | 2002 | Suva                  | Jeffrey Robby - 56 kg Chako Daniel - 62 kg Yukio Peter - 69 kg Quincy Detenamo - 77 kg Robert Campbell - 85 kg Simon Heffernan - 94 kg Heinz Baker - 105 kg Nigel Avery - +105 kg                                                        | Ebonette Deigaeruk - 48 kg Dika Toua - 53 kg Natasha Barker - 58 kg Tyoni Batsiua - 63 kg Sheba Deireragea - 69 kg Mary Diringa - 75 kg Caroline Pileggi - +75 kg                                          |
| XXI    | 2003 | Nukuʻalofa            | Jeffrey Robby - 56 kg Manuel Minginfel - 62 kg Yukio Peter - 69 kg Joe Vueti - 77 kg Niusila Opeloge - 85 kg Alex Karapetyh - 94 kg Sam Pera - 105 kg Damon Kelly - +105 kg                                                              | Ebonette Deigaeruk - 48 kg Dika Toua - 53 kg Natasha Barker - 58 kg Jaqui White - 63 kg Sheba Deireragea - 69 kg Deborah Lovely - 75 kg Caroline Pileggi - +75 kg                                          |
| XXII   | 2004 | Suva                  | Starron Dowabobo - 56 kg Manuel Minginfel - 62 kg Yukio Peter - 69 kg Renos Doweiya - 77 kg Meamea Thomas - 85 kg Simon Heffernan - 94 kg Rutherford Jeremiah - 105 kg Chris Rae - +105 kg                                               | Nadeene Latif - 48 kg Dika Toua - 53 kg Maria Tsoukalis - 58 kg Nicole Sawon - 63 kg Olivia Baker - 69 kg Deborah Lovely - 75 kg Reanna Solomon - +75 kg                                                   |
| XXIII  | 2005 | Melbourne             | Starron Dowabobo - 56 kg Manuel Minginfel - 62 kg Ben Turner - 69 kg Yukio Peter - 77 kg Sergo Chakhoyan - 85 kg Grant Cavit - 94 kg Valerie Sarava - 105 kg Coran Hocking - +105 kg                                                     | Nadeene Latif - 48 kg Dika Toua - 53 kg Natasha Barker - 58 kg Jaqui White - 63 kg Belinda Van Tienen - 69 kg Sheba Deireragea - 75 kg Sioe Haioti - +75 kg                                                |
| XXIV   | 2006 | Apia                  | Starron Dowabobo - 56 kg Manuel Minginfel - 62 kg Joel Wilson - 69 kg Yukio Peter - 77 kg Richard Patterson - 85 kg Robert Galsworthy - 94 kg Niusila Opeloge - 105 kg Itte Detenamo - +105 kg                                           | Suzanne Hiram - 48 kg Nadeene Latif - 53 kg Liana Lambert - 58 kg Alexandrina Patris - 63 kg Alexandra Patris - 69 kg Sheeba Deireragea - 75 kg Kefilini Tualau - +75 kg                                   |
| XXV    | 2007 | Apia                  | Manueli Tulo - 56 kg Manuel Minginfel - 62 kg Mark Spooner - 69 kg Yukio Peter - 77 kg Richard Patterson - 85 kg David Katoatau - 94 kg Eleei Ilalio - 105 kg Itte Detenamo - +105 kg                                                    | Suzanne Hiram - 48 kg Dika Toua - 53 kg Seen Lee - 58 kg Jaqui White - 63 kg Kesa Tawai - 69 kg Mary Opeloge - 75 kg Ele Opeloge - +75 kg                                                                  |
| XXVI   | 2008 | Auckland              | Starron Dowabobo - 56 kg Manuel Minginfel - 62 kg Mark Spooner - 69 kg Yukio Peter - 77 kg Richard Patterson - 85 kg Max Dalsanto - 94 kg Eleei Ilalio - 105 kg Damon Kelly - +105 kg                                                    | Vivian Lee - 48 kg Dika Toua - 53 kg Seen Lee - 58 kg Rita Kari - 63 kg Camilla Fogagnolo - 69 kg Mary Opeloge - 75 kg Ele Opeloge - +75 kg                                                                |
| XXVII  | 2009 | Darwin                | Manueli Tulo - 56 kg Daniel Koum - 62 kg Francois Etoundi - 69 kg Yukio Peter - 77 kg Simplice Ribouem - 85 kg David Katoatau - 94 kg Amete Luaki - 105 kg Itte Detenamo - +105 kg                                                       | Davina Hughes - 53 kg Bianca Sheppard - 58 kg Seen Lee - 63 kg Manu Ah Kuoi - 69 kg Mary Opeloge - 75 kg Ele Opeloge - +75 kg                                                                              |
| XXVIII | 2010 | Suva                  | Manueli Tulo - 56 kg Daniel Koum - 62 kg Francois Etoundi - 69 kg Ben Turner - 77 kg Val-John Starr - 85 kg Simplice Ribouem - 94 kg Niusila Opeloge - 105 kg Itte Detenamo - +105 kg                                                    | Vivian Lee - 48 kg Kate Howard - 53 kg Maria Liku - 58 kg Faitoga Togagae - 63 kg Manu Kuoi - 69 kg Mary Opeloge - 75 kg Ele Opeloge - +75 kg                                                              |